# Girls Lost
Pour plus de détails, voir Fiche technique et Distribution.
Girls Lost (Suédois : Pojkarna) est un film dramatique suédois réalisé par Alexandra-Therese Keining. Le film est sorti le 12 septembre 2015 au Festival international du film de Toronto 2015.

## Scénario
L'amitié de trois jeunes filles est testée après avoir planté une fleur très spéciale dont le nectar va changer leur vie, et durablement modifier leur amitié. Ce nectar a le pouvoir de les transformer temporairement en garçons. Grâce à ça, elles peuvent accéder à un univers tout à fait nouveau en leur permettant de se joindre à des bandes la nuit, mais l'une d'elles va devenir sérieusement dépendante de cet effet.

## Fiche technique
- Titre original : Pojkarna
- Titre anglais ou international : Girls Lost
- Réalisation : Alexandra-Therese Keining
- Scénario : Alexandra-Therese Keining, d'après le roman Pojkarna de Jessica Schiefauer
- Costumes : Sara Pertmann
- Musique : Sophia Ersson
- Production : Helena Wirenhed, Olle Wirenhed
- Producteur délégué : Christer Nilson
- Co-production : Jessica Ask, Markku Flink, Hanne Palmquist
- Société(s) de production : Götafilm
- Pays d’origine :  Suède
- Langue originale : suédois
- Format : couleur — 1,85:1
- Genre : Drame, romance
- Durée : 106 minutes
- Dates de sortie :
  - Canada : 12 septembre 2015 (Festival international du film de Toronto)
  - Suède : 30 janvier 2016 (Festival international du film de Göteborg)
  - Suède : 19 février 2016

## Distribution
- Tuva Jagell : Kim (fille)
- Emrik Öhlander : Kim (garçon)
- Wilma Holmén : Bella (fille)
- Vilgot Ostwald Vesterlund : Bella (garçon)
- Louise Nyvall : Momo (fille)
- Alexander Gustavsson : Momo (garçon)
- Mandus Berg : Tony
- Adam Dahlgren : Höken
- Malin Eriksson : La fille de Tony
- Josefin Neldén (en) : La professeure de gym
- Anette Nääs : La mère de Kim
- Olle Wirenhed : Le père de Bella
- Filip Vester : Jesper
- Lars Väringer : Sten